# Limtutu
Limtutu ist eine der indonesischen Barat-Daya-Inseln (Südwestinseln) in der Bandasee.

## Geographie

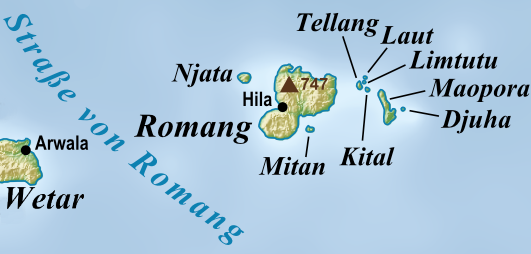
Limtutu liegt östlich der Insel Romang

Limtutu ist östlich der Insel Tellang vorgelagert. Die Inseln gehören zum Kecamatan (Subdistrikt) Pulau-Pulau Terselatan, Kabupaten (Regierungsbezirk) Südwestmolukken (Maluku Barat Daya), Provinz Maluku.